# David Florence
David Florence (Aberdeen, 8 de agosto de 1982) es un deportista británico que compitió en piragüismo en la modalidad de eslalon.
Participó en tres Juegos Olímpicos de Verano, obteniendo en total tres medallas de plata: en Pekín 2008 en la prueba de C1 individual y en Londres 2012 y Río de Janeiro 2016 en la prueba de C2 individual.
Ganó once medallas en el Campeonato Mundial de Piragüismo en Eslalon entre los años 2006 y 2018, y siete medallas en el Campeonato Europeo de Piragüismo en Eslalon entre los años 2009 y 2016.

## Palmarés internacional
| Juegos Olímpicos   | Juegos Olímpicos               | Juegos Olímpicos  | Juegos Olímpicos |
| Año                | Lugar                          | Medalla           | Competición      |
| ------------------ | ------------------------------ | ----------------- | ---------------- |
| 2008               | Pekín (China)                  | Medalla de plata  | C1 individual    |
| 2012               | Londres (Reino Unido)          | Medalla de plata  | C2 individual    |
| 2016               | Río de Janeiro (Brasil)        | Medalla de plata  | C2 individual    |
| Campeonato Mundial |                                |                   |                  |
| Año                | Lugar                          | Medalla           | Competición      |
| 2006               | Praga (República Checa)        | Medalla de bronce | C1 por equipos   |
| 2009               | Seo de Urgel (España)          | Medalla de bronce | C2 por equipos   |
| 2010               | Liubliana (Eslovenia)          | Medalla de bronce | C2 individual    |
| 2011               | Bratislava (Eslovaquia)        | Medalla de bronce | C2 por equipos   |
| 2013               | Praga (República Checa)        | Medalla de oro    | C1 individual    |
| 2013               | Praga (República Checa)        | Medalla de oro    | C2 individual    |
| 2013               | Praga (República Checa)        | Medalla de bronce | C2 por equipos   |
| 2015               | Londres (Reino Unido)          | Medalla de oro    | C1 individual    |
| 2015               | Londres (Reino Unido)          | Medalla de bronce | C2 por equipos   |
| 2017               | Pau (Francia)                  | Medalla de plata  | C1 por equipos   |
| 2018               | Río de Janeiro (Brasil)        | Medalla de bronce | C1 por equipos   |
| Campeonato Europeo |                                |                   |                  |
| Año                | Lugar                          | Medalla           | Competición      |
| 2009               | Nottingham (Reino Unido)       | Medalla de plata  | C2 por equipos   |
| 2010               | Bratislava (Eslovaquia)        | Medalla de bronce | C2 individual    |
| 2010               | Bratislava (Eslovaquia)        | Medalla de bronce | C2 por equipos   |
| 2012               | Augsburgo (Alemania)           | Medalla de oro    | C2 por equipos   |
| 2015               | Markkleeberg (Alemania)        | Medalla de bronce | C2 individual    |
| 2015               | Markkleeberg (Alemania)        | Medalla de bronce | C1 por equipos   |
| 2016               | Liptovský Mikuláš (Eslovaquia) | Medalla de bronce | C1 por equipos   |